# Скопска епархия
Скопската епархия (на македонска литературна норма: Скопска епархија) е православна епархия в северната част на Северна Македония, част от Македонска православна църква, възглавявана от охридския и македонски архиепископ Стефан.

## История
Скопие е завладян от българския цар Калоян в 1203 година и той присъединява епархията, както и Призренската, към Търновската патриаршия. В 1204 година на катедрата е митрополит Марин, който заедно с останалите български епископи приема унията и пише молба до папа Инокентий III за палиум. Това е единственото свидетелство за принадлежността на Скопие в началото на XIII век към диоцеза на българската църква. След това вероятно градът попада в ръцете на Стрез, а след смъртта му в 1214 година – в тези на епирския деспот Теодор Комнин, който поставя на престола в Скопие византиеца Йоан, подчинен на Охридската архиепископия. От 1230 до 1246 година епархията е в България, но няма сведения дали е подчинена на Търновската или на Охридската катедра. В 1231 – 1232 година охридският архиепископ Димитър Хоматиан пише писмо до скопския епископ, с което обаче единствено се застъпва са скопския свещеник Драгомир и не става ясно на кого е подчинена Скопската епархия. Бистра Николова предполага, че тъй като в този период областта е управлявана от българския протосеваст Прибо, „много вероятно е Скопската епископия йерархически да е била включена към Българската църква, но поради близостта с Охрид и традиционните връзки с архиепископията духовниците на областта да се отнасяли при спорове към съда на Охридската църква“, която в началото на 30-те години на XIII век също попада под влиянието на Търновската патриаршия. Според Иван Снегаров при управлението на Стрез Скопие се връща към Охрид и той не смята, че Иван Асен II е предал епархията на Търново.
При османското завоевание в XIV век епархията е подчинена на Охридската архиепископия. Остава подчинена на Охрид до 1557 година, когато, след възстановяването на Печката патриаршия, епархията минава под нейна власт и така славянското богослужение и традиция в епархията се поддържат. В 1776 година, със закриването на Печката патриаршия, епархията е подчинена на Цариградската и за епископи започват да се назначават предимно гърци. Славянският богослужебен език и писменост в епархията обаче продължават да се поддържат – свещениците и чиновниците в митрополията се избирали от местни хора. Едва в XIX век в някои градски църкви е въведен гръцкият. Населението е обложено с тежки църковни данъци, тъй като Патриаршията в края на XVIII век е в тежка финансова криза. Тези обстоятелства водят до това, че през 1835 година в Скопие избухва вторият конфликт в българската църковна борба между българското население и гръцките владици, след този във Враца от 1824 година.
В XIX век Скопската митрополия обхваща каазите Скопие, Крива паланка, Куманово, Враня и Тетово.
Според патриаршеския митрополит Фирмилиан в 1902 година в епархията му има 10557 къщи, от които 393 „влашки гъркомански“ и 10164 сръбски – Скопска каза 1190, Кратовска 248, Кочанска 151, Паланска 21, Малешево 211, Тетовска 1212, Гостиварска 1128, Кумановска 1674 и Прешевска 4329 къщи.
След разгрома на Югославия от Германия през пролетта на 1941 година, Българската екзархия възстановява своя диоцез в анексираните от България части от Вардарска и Егейска Македония и в Западна Тракия. Временното управление на Скопско-Велешката епархия е връчено на митрополит Софроний Търновски с помощник епископ Максим Браницки.
Още преди пристигането на Софроний сръбските владици, архиерейски наместници и част от свещениците си заминават. Останалите са предимно местни българи, завършили сръбски духовни семинарии, както и стари екзархийски свещеници. Епархията в този период наброява 189 енории, от които 145 са в ръцете на заварените свещеници, 21 са попълнени с командировани от старите предели свещеници, а 23 са незаети. Софроний назначава архиерейски наместници във Велес, Враня, Куманово, Крива паланка, Щип, Кочани, Кратово, Тетово и Сурдулица, както и пунктови свещеници в Свети Никола, Прешево и Качаник. Според митрополит Софроний в Скопие и Велес той е посрещнат като месия от местното население, което дава спонтанна изява на българското си самосъзнание: „свещениците, особено населението, се чувстват не само от български произход, но грамадното мнозинство от най-старите свещеници и от населението се гордеят, че са българи, и се радват неизказано, че най-сетне вековните борби на бащите и дедите им – на македонските българи – са увенчани с успех: свободни българи в обединена целокупна Симеонова и Санстефанска България и в лоното на Св. Българска екзархия“.
Населението в северните области на епархията – Вранско и Косово, посреща новата църковна власт подчертано хладно. В околиите от епархията, които попадав в италианската окупационна зона – Тетовско, Гостиварско, Кичевско и Дебърско, италианските власти широко ползват старата сръбска църковна администрация и се опитват да накарат 27-те български свещеници да приемат юрисдикцията на сръбския призренски епископ.
В 1944 година преди да отпътува за България митрополит Софроний назначава временен епархийски духовен съвет, който да управлява епархията от негово име, до установяването на нормална църковна власт. В него влизат като председател Кирил Стояновски, Стоил Давидов от Кратово и протойерей Спиро Личеновски от Дебър.

## Манастири
Известни църкви и манастири в епархията са:
- Манастирска църква „Свети Георги“, Скопие
- Църква „Свети Спас“, Скопие
- Манастирска църква „Свети Пантелеймон“, село Горно Нерези
- Манастир „Свети Никита“, село Баняне, Скопска Църна гора
- Манастир „Свети Илия“, село Баняне, Скопска Църна гора
- Църква „Свети Спас“, село Кучевище, Скопска Църна гора
- Любански манастир „Свети Никола“, село Любанци, Скопска Църна гора
- Марков манастир „Свети Димитър“, село Маркова Сушица
- Манастир „Успение на Пресвета Богородица“, село Матка
- Манастирска църква „Свети Андрей“, Матка
- Манастирска църква „Свети Никола“, село Шишево
- Кожленски манастир „Рождество Богородично“ (бивш „Свети Никола“), село Кожле

## Епископи
Дардански епископи на Вселенската патриаршия
| Име       | Име        | Управление                                            |
| --------- | ---------- | ----------------------------------------------------- |
| Дак       | Δάκος      | споменат в 325 г. като участник в I Вселенски събор   |
| Паригорий | Παρηγόριος | споменат в 343 г. като участник в Сердикийския събор  |
| Урсилий   | Ουρσίλιος  | споменат в 458 г. в негово писмо до император Лъв     |
| Йоан      | Ιωάννης    | обменил серия писма с папа Геласий между 490 и 495 г. |

На Охридската архиепископия (1018-1282)
| Име  | Години      |
| ---- | ----------- |
| Йоан | 1217 – 1220 |

На Печката архиепископия (1282-1346) и патриаршия (1346–1392)
| Име      | Години                                                                            |
| -------- | --------------------------------------------------------------------------------- |
| Николай  | споменат 1301 – споменат 1303                                                     |
| Стефан   | 1317                                                                              |
| Йоан II  | преди 1346 – 1349. В 1346 година епископията е въздигната в митрополия.           |
| Никодим  | споменат в 1370 г., когато нарежда на дяк Радослав Скопчик да препише един Пролог |
| Йоан III | споменат в 1389 без титла в надписа на църквата „Свети Андрей“, вероятно          |

На Охридската архиепископия (1392–1557)
| Име              | Години |
| ---------------- | --- |
| Матей I          | 1393 – 11 януари 1428 |
| Йоан IV (Иванко) | споменат в поменика на манастира Матка след Матей; в обширния дефтер №443 за 1467 – 1468 г. във вакъфа на Исхак бег, между жителите на Баняне е и Иванко Пискуп              |
| Йосиф I          | пръв известен след Матей, вероятно митрополит отпреди 1468, умира на 25 юли 1468 г.                                                                                          |
| Матей II         | 1468 – след 1473 |
| Гавриил I        | преди 1497 |
| Йосиф II         | споменат 1473 или 1475 в една приписка в ръкопис от Хлудовата библиотека в Москва, като свидетел, че поп Драгослав от Говърлево е купил за 273 аспри книга от Димитър Майков |
| Герман I (Матия) | след 1473 и преди 1497 |
| Антоний          | споменат в 1497 |
| Атанасий         | споменат в 1497 година в надписа над вратата на манастира Матка, обновен от богатата скопска вдовица Милица, единственото известно обновяване на манастир през XV век        |
| Герман II        | началото на XVI век |
| Йоан V           | XVI век, споменат в Милешевския поменик от началото на XVI век, а в Шишевския поменик е последен в списъка на скопските архиерей                                             |
| Пахомий          | 1528, 1532, споменат в синодалните актове на Охридската архиепископия в тези години                                                                                          |
| Никифор          | преди 1550 |
| Климент          | 1550 – 1557 |

На Печката патриаршия (1557–1766)
| Име                | Години |
| ------------------ | --- |
| Методий I          | споменат в 1565 в запис на положкия епископ във връзка с присъединяването на Положката епархия към Скопската митрополия |
| Никанор I          | 1576/1577 – 1600 |
| Гавриил II         | споменат в един Сборник на Хлудовата библиотека в манастир под Москва в 1581 година. По негово време йеромонах Арсений преписва едно житие в Кучевищкия манастир                                                                                    |
| Михаил             | след 1577 и преди 1623 |
| Симеон             | 1623 – 1641 |
| Никанор II         | 1641 – 1643 |
| Теодосий           | 1643 |
| Филип              | споменава се между 1647 – 1654, когато патриарх Гаврил Печки му подарява литургиар, дарен му от Богородичния манастир |
| Силвестър          | споменат в 1663 – ? |
| Теофан             | споменат 1671 – 1690 |
| Евтимий            | споменат в 1687 |
| Атанасий I         | 1706 – 1711 |
| Константин I       | 1712 – след 1722 |
| Кирил              | 1725 – 1737, на 20 юли 1725 г. взима един номоканон от манастира „Свети Прохор Пчински“ |
| Атанасий II        | споменат 1741 – 1747 |
| Филотей            | споменат 1744, когато ръкополога Исая за презвитер |
| Антим I Кумарианос | 1747 – 1764 |
| Константин II      | преди 1766, взел участие в закриването на Печката патриаршия, част от осемте архиереи отишли при султана да го молят за присъединяване към Вселенската патриаршия, за да могат да имат всичките права, които имат и останалите архиереи на Цариград |

На Вселенската патриаршия
| Име                 | Години                        |
| ------------------- | ----------------------------- |
| Антим I Кумарианос  | 1767 – 1775                   |
| Захарий Скопски     | октомври 1775 - октомври 1799 |
| Антим II Скопски    | октомври 1799 – 1820          |
| Йоасаф Калогерас    | 1820 – 1823                   |
| Ананий Хрисулис     | 1819 – 1828                   |
| Неофит Скопски      | 1828 – 1830                   |
| Антим IV Скопски    | споменат в 1830               |
| Гедеон Скопски      | 1830                          |
| Генадий Скопски     | 1831 – 1832                   |
| Гавриил III Скопски | 1832 – 1844                   |
| Йоаким Скопски      | 1844 – 1868                   |
| Паисий Скопски      | 1868 – 1891                   |
| Методий Папаемануил | 1891 – 1896                   |
| Амвросий Ставринос  | 1896 – 1902                   |
| Фирмилиан Скопски   | 1902 – 1903                   |
| Севастиан Скопски   | 1904 – 1905                   |
| Викентий Скопски    | 1905 – 1915                   |

На Българската екзархия
| Име                  | Години                                                  |
| -------------------- | ------------------------------------------------------- |
| Доротей (Спасов)     | 1872 – 1875                                             |
| Кирил (Стоичков)     | 1874 – 1875, управляващ, 1875 – 1877                    |
| Теодосий (Гологанов) | 1890 – 1891                                             |
| Максим (Пелов)       | 1892 – 1894                                             |
| Синесий (Димитров)   | 1895 – 1897, управляващ, 6 февруари 1897 – 25 март 1909 |
| Неофит (Паскалев)    | 1910 – 1913, 1915 – 1918                                |

На Сръбската патриаршия
| Име              | Години      |
| ---------------- | ----------- |
| Варнава (Росич)  | 1920 – 1930 |
| Йосиф (Цвийович) | 1932 – 1957 |

## Галерия
Градски учители в Скопската епархия на Българската екзархия, 1902/1903 учебна година: заплатата, бележки по дейността им и мнение какво да се прави с всекиго през следващата учебна година.
- Учители, детайли (с. 1)
- Учители, детайли (с. 2)
- Учители, детайли (с. 3)
- Учители, детайли (с. 4)
- Учители, детайли (с. 5)
- Учители, детайли (с. 6)
- Учители, детайли (с. 7)
- Учители, детайли (с. 8)